# 灵山 (上饶)
28°35′30″N 117°49′57″E / 28.59167°N 117.83250°E

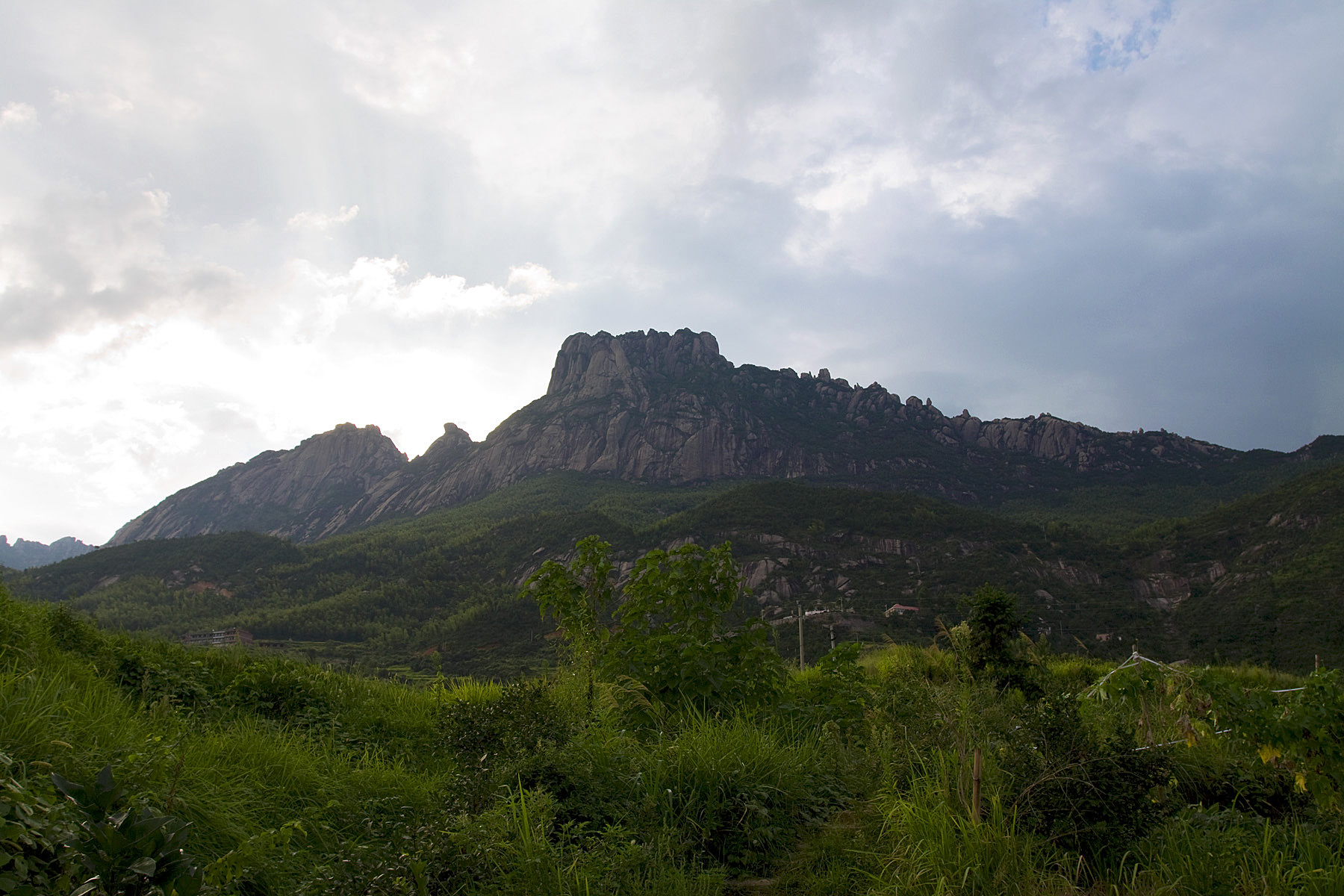

灵山，又名灵应山，位于江西省上饶市上饶县北部，属怀玉山支脉。有七十二奇峰，主峰海拔1496米。为道教第三十三福地，曾有胡昭、葛洪等道士在此传道。
叠嶂西驰，万马回旋，众山欲东。

正惊湍直下，跳珠倒溅；

小桥横截，缺月初弓。

老合投闲，天教多事，检校长身十万松。

吾庐小，在龙蛇影外，风雨声中。

争先见面重重，看爽气朝来三数峰。

似谢家子弟，衣冠磊落；

相如庭户，车骑雍容。

我觉其间，雄深雅健，如对文章太史公。

灵山有中国大陆境内唯一的花岗杂岩环状山体地质构造奇观。其幅员广袤，主要两道山脉向西、向北，景点包括道士仙峰、三十六尖峰等山峦，面积约160平方公里。目前水晶山景区开发较好，南峰塘、夹层灵山等景区尚待开发。水晶山脚下还有规模宏大的梯田。
2010年1月26日，灵山荣升为国家级风景名胜区。

## 延伸阅读
[在维基数据编辑]
 《欽定古今圖書集成·方輿彙編·山川典·靈山部》，出自陈梦雷《古今圖書集成》